# Кубок України з футболу серед жінок 2024—2025
Кубок України з футболу серед жінок 2024—2025 — 31-й розіграш кубка України серед жінок.
Турнір розпочався з попереднього етапу, участь в якому взяли 7 клубів вищої ліги та 1 представник першої ліги — «Надбужжя» (Буськ). 
Ще чотири кращі команди попереднього сезону («Ворскла», «Колос», «Кривбас» та «Металіст 1925») розпочали свої виступи зі стадії 1/4 фіналу.

## Учасники
| Команда         | Населений пункт | Старт           |
| --------------- | --------------- | --------------- |
| «ЕМС-Поділля»   | Вінниця         | попередній етап |
| «Надбужжя»      | Буськ           | попередній етап |
| «Ладомир»       | Володимир       | попередній етап |
| «Оболонь»       | Київ            | попередній етап |
| «Пантери»       | Умань           | попередній етап |
| «Полісся»       | Житомир         | попередній етап |
| «Сістерс»       | Одеса           | попередній етап |
| «Шахтар»        | Донецьк         | попередній етап |
| «Ворскла»       | Полтава         | чвертьфінал     |
| «Металіст 1925» | Харків          | чвертьфінал     |
| «Колос»         | Ковалівка       | чвертьфінал     |
| «Кривбас»       | Кривий Ріг      | чвертьфінал     |

## Матчі

### Попередній етап
| Команда 1     | Рахунок        | Команда 2 |
| ------------- | -------------- | --------- |
| «Надбужжя»    | 0:5            | «Сістерс» |
| «ЕМС-Поділля» | 1:3            | «Ладомир» |
| «Пантери»     | 1:3            | «Полісся» |
| «Оболонь»     | 1:1 (пен. 3:2) | «Шахтар»  |

### Чвертьфінали
| Команда 1 | Рахунок | Команда 2       |
| --------- | ------- | --------------- |
| «Оболонь» | 0:4     | «Металіст 1925» |
| «Полісся» | 0:5     | «Ворскла»       |
| «Колос»   | 4:0     | «Кривбас»       |
| «Ладомир» | 0:1     | «Сістерс»       |

### 1/2 фінали
| Команда 1       | Рахунок | Команда 2 |
| --------------- | ------- | --------- |
| «Металіст 1925» | 4:0     | «Колос»   |
| «Сістерс»       | 0:3     | «Ворскла» |

## Фінал
| 10 червня 2025 16:00 |

| «Металіст 1925» | 0:1      | «Ворскла»         |
| --------------- | -------- | ----------------- |
|                 | Протокол | Марина Шайнюк 32' |

| «Авангaрд», (Рівне) Арбітр: Людмила Тельбух |

| 1                 | Україна  | Ірина Славич        |  |
| 6                 | Україна  | Ольга Басанська     |  |
| 25                | Україна  | Анна Петрик         |  |
| 33                | Вірменія | Крістіне Алексанян  |  |
| 55                | Україна  | Юлія Шевчук         |  |
| 66                | Україна  | Леся Ольхова        |  |
| 96                | Україна  | Христина Єрьоменко  |  |
| 13                | Україна  | Натія Панцулая      |  |
| 17                | Україна  | Дарина Апанащенко   |  |
| 7                 | Україна  | Вікторія Гірин      |  |
| 9                 | Україна  | Єлизавета Молодюк   |  |
| Заміни:           |          |                     |  |
| 14                | Україна  | Олександра Кревська |  |
| 97                | Україна  | Таміла Хімич        |  |
| Головний тренер:  |          |                     |  |
| Володимир Пятенко |          |                     |  |

| 23               | Україна  | Катерина Самсон    |  |  |
| 2                | Україна  | Тетяна Левицька    |  |  |
| 4                | Україна  | Яна Котик          |  |  |
| 16               | Україна  | Ірина Котяш        |  |  |
| 17               | Україна  | Катерина Корсун    |  |  |
| 19               | Україна  | Марина Шайнюк      |  |  |
| 20               | Вірменія | Ольга Осіпян       |  |  |
| 29               | Україна  | Ірина Подольська   |  |  |
| 10               | Україна  | Яна Калініна       |  |  |
| 9                | Україна  | Вікторія Радіонова |  |  |
| 22               | Україна  | Роксолана Кравчук  |  |  |
| Заміни:          |          |                    |  |  |
| 11               | Україна  | Поліна Янчук       |  |  |
| 21               | Україна  | Анастасія Тарасюк  |  |  |
| 26               | Україна  | Наталія Аілінкій   |  |  |
| 27               | Україна  | Марія Амель Талеб  |  |  |
| 77               | Україна  | Аліна Савка        |  |  |
| Головний тренер: |          |                    |  |  |
| Ія Андрущак      |          |                    |  |  |

## Найкращі бомбардирки
| Місце | Гравець            | Клуб                       | Ігри | Голи |
| ----- | ------------------ | -------------------------- | ---- | ---- |
| 1     | Юлія Семенюк       | «Полісся»                  | 2    | 3    |
| 2     | Вікторія Радіонова | «Ворскла»                  | 2    | 2    |
| 3     | Ольга Басанська    | «Металіст 1925»            | 3    | 2    |
| 4     | Жозефін Нганді     | «Сістерс»                  | 3    | 2    |
| 5     | Вікторія Гірин     | «Ладомир», «Металіст 1925» | 3    | 2    |